# 張昌齢
張 昌齢（ちょう しょうれい、生年不詳 - 666年）は、唐の官僚・文人。本貫は冀州南宮県。

## 経歴
兄の張昌宗とともに文名で知られた。冀州では秀才として推挙しようとしたが、昌齢は秀才科が廃止されて久しいことを理由に固辞した。進士貢挙に及第し、王公治と名を列したが、ともに考功員外郎の王師旦にしりぞけられた。太宗がその理由を問うと、王師旦は「昌齢らは華やかですが実が少なく、その文章は浮ついていて、優秀な人材とはいえません。かれらを採用した後に向かうところ、陛下の風雅を乱しましょう」と答えた。太宗は王師旦の意見に従った。
647年（貞観21年）、翠微宮が完成すると、昌齢は頌を献上して、太宗の召見を受けた。太宗が試みに軍事行動休止の詔文の草稿を作らせてみると、昌齢はわずかの間に文章を成書してみせた。太宗は喜んで、「むかし禰衡や潘岳はおのれの才能を誇って非命に斃れたが、卿の才能はふたりに劣らない。前事を鑑として、朕の求めるところを補佐してほしい」と戒めた。昌齢は勅命により通事舎人をつとめた。まもなく崑山道記室となった。阿史那社爾の率いる唐の遠征軍が処月を破り、亀茲を平定するにあたって、軍の発行した檄文はみな昌齢の書いた文章であった。昌齢は長安県尉に転じ、襄州司戸として出向した。後に父の喪に服すため官を去った。賀蘭敏之の奏上により、昌齢は北門の編纂事業に参与したが、ほどなく罷免されて去った。666年（乾封元年）、死去した。文集20巻があった。

## 伝記資料
- 『旧唐書』巻190上 列伝第140上 文苑上
- 『新唐書』巻201 列伝第126 文芸上